# Marmeren trappen die naar de kerk Santa Maria in Aracoeli in Rome voeren
Marmeren trappen die naar de kerk Santa Maria in Aracoeli in Rome voeren (Deens: Marmortrappen, som fører op til kirken Santa Maria in Aracoeli i Rom) is een schilderij van Christoffer Wilhelm Eckersberg. Het is een goed voorbeeld van de werken die de kunstenaar tijdens zijn verblijf in Rome (1813-1816) maakte. Sinds 1898 maakt het deel uit van de collectie van het Statens Museum for Kunst in Kopenhagen.

## Voorstelling
Eckersberg schilderde in de buitenlucht, wat in zijn tijd vernieuwend was, waardoor hij details nauwkeurig kon vastleggen. Hij koos daarbij vaak gebouwen of gezichtspunten die nog niet zo bekend waren. Zo schilderde hij de basiliek van Santa Maria in Aracoeli, die zich op de Capitolijn bevindt, vanuit een laag perspectief, waardoor een compositie met duidelijke diagonale en verticale lijnen ontstaat. Omdat de gevel van de kerk zich nog in de schaduw bevindt, moet het schilderij in de loop van de ochtend gemaakt zijn (tijdens meerdere sessies).
Naast de kerk trekken ook de huizen aan weerszijden van de trap de aandacht. Deze zijn in de negentiende eeuw verdwenen toen het monument van Victor Emanuel II gebouwd werd. De trap op de voorgrond met zijn antieke leeuwen, de Cordanata, leidt naar het Piazza del Campidoglio. Het Palazzo Nuovo op dat plein ligt dicht tegen de kerk aan, maar wordt door Eckersberg buiten beeld gehouden.

## Afbeeldingen

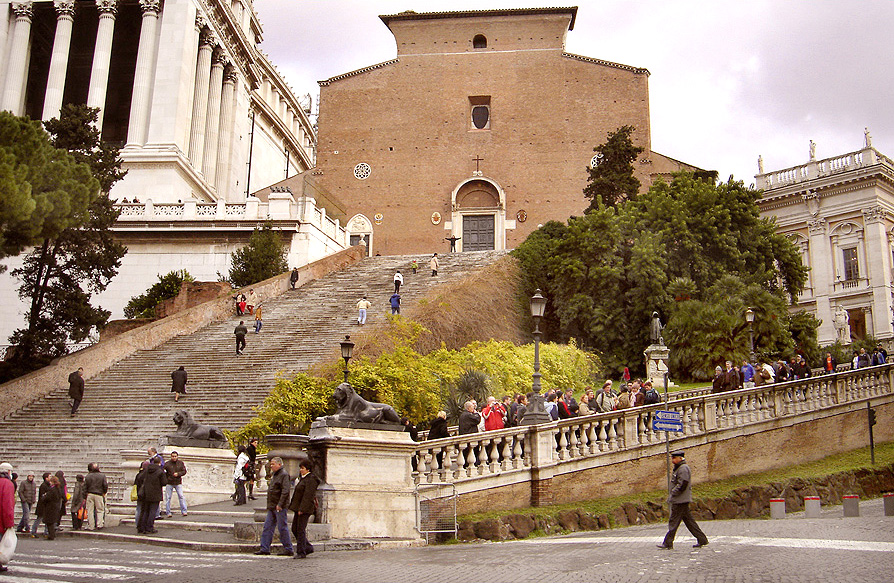
Zicht op de kerk vanuit een vergelijkbare positie (2006)
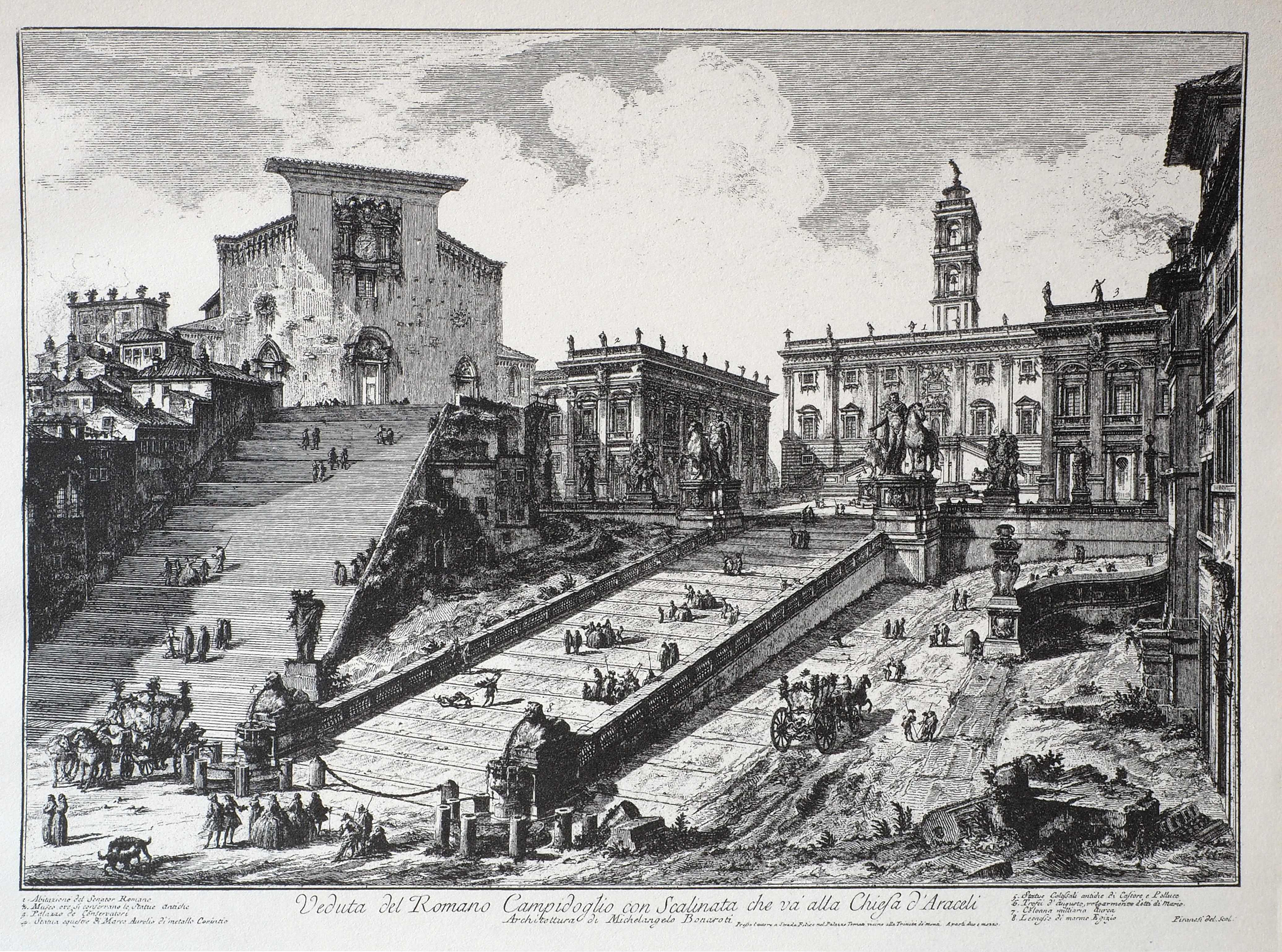
Tekening van Piranesi (1751) waarop ook het Piazza del Campidoglio te zien is